# Il cerchio perfetto
(Verso di Abdulah Sidran, da Il cerchio perfetto)
Il cerchio perfetto (Savršeni krug) è un film del 1997 diretto da Ademir Kenović.
La pellicola è ambientata a Sarajevo durante la guerra in Bosnia ed Erzegovina.

## Trama
Adis e Kerim sono due bambini che dopo lo sterminio della loro famiglia vagano nella Sarajevo assediata. Trovano rifugio da Hamza, un poeta alcolizzato che non scrive versi, e che è lontano dalla moglie e dalla figlia, appena fuggite dalla città. Hamza si sente a poco a poco responsabile di Adis e Kerim, ed è sensibile alla loro fragilità (uno dei due ha problemi psichici ed è muto); cerca di ricongiungerli con una zia che vive in Germania, organizzando la loro fuga dalla città attraverso le piste dell'aeroporto.
I versi recitati nel corso del film sono del poeta Abdulah Sidran.

## Distribuzione
In Italia il film non fu distribuito all'epoca nelle sale cinematografiche, quindi il servizio pubblico televisivo decise di mandarlo in onda, in prima visione assoluta, su Raiuno il 14 luglio 1997 alle 20:50, in occasione di una giornata speciale dedicata alla Guerra dei Balcani, conclusa meno di due anni prima.